# Nitroalkeny

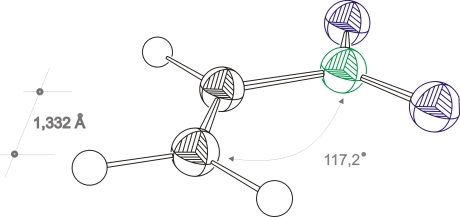
Wizualizacja cząsteczki nitroetylenu według danych obliczeń kwantowochemicznych (B3LYP/6-31g*). Parametry geometryczne zaczerpnięto z J.Org.Chem., 45, 1185 (1980)

Nitroalkeny – grupa organicznych związków chemicznych; pochodne alkenów zawierające jedną lub więcej grup nitrowych.

## Podział
Pierwszą grupę nitroalkenów stanowią układy izolowane (a), w których grupa nitrowa oddzielona jest od podwójnego wiązania minimum dwoma atomami węgla. Druga grupa to pochodne  allilowe (b) czyli związki, w których grupa nitrowa oddzielone jest od podwójnego wiązania jednym atomem węgla. Trzecia grupa to nitroalkeny sprzężone (c), czyli takie, w których grupa nitrowa powiązana jest z atomem węgla uczestniczącym w tworzeniu podwójnego wiązania.

## Metody syntezy
Istnieją dwie grupy metod syntezy nitroalkenów. Pierwsza grupa polega na wprowadzaniu grupy nitrowej do układu zawierającego już wiązanie podwójne. Druga, popularniejsza grupa metod opiera się na tworzeniu wiązań podwójnych w układach zawierających już grupę nitrową.
Pierwszą metodą otrzymuje się zazwyczaj nitroalkeny izolowane oraz pochodne allilowe. W roli czynnika nitrującego można stosować tlenki azotu. Jednak bardziej wydajna i bardziej selektywna metoda polega na wymianie atomu bromu lub jodu na grupę nitrową według mechanizmu substytucji nukleofilowej (metody Meyera i Cornbluma). Z uwagi na ambidentny charakter anionu azotynowego (jon ten posiada dwa centra nukleofilowe na atomach tlenu i azotu) w reakcji tej powstają dwa produkty – nitrozwiązek oraz ester kwasu azotawego:
Stosunek produktów zależny jest od temperatury reakcji – w niższej temperaturze reaktywniejsze jest centrum nukleofilowego na atomie azotu, co sprzyja powstawaniu związku nitro.
Do syntezy sprzężonych nitroalkenów zwykle stosuje się metody oparte na tworzeniu podwójnego wiązania między atomami węgla. Procesy takie realizuje się na drodze
- dehydrohalogenowania halogenonitroalkanów:

- dehydratacji nitroalkoholi:

- pirolizy ich estrów:

## Zastosowania
Znaczną ilość nitroalkenów zsyntetyzowano w I połowie XX w. Zainteresowanie chemików organików tą grupa związków miało swoje źródło w poszukiwaniach surowców do produkcji materiałów wybuchowych i paliw rakietowych. W ostatnim czasie nitroalkeny przeżywają swój renesans. Spektrum ich współczesnych zastosowań związane jest z wysoką reaktywnością względem dienów i 1,3-dipoli. Ze związkami tymi nitroalkeny tworzą na drodze cykloaddycji cenne z preparatywnego punktu widzenia połączenia karbo- i heterocykliczne.